# Li Yong-chol (Eisschnellläufer)
Li Yong-chol (koreanisch 이영철; * 14. Februar 1972 in Pjöngjang) ist ein ehemaliger nordkoreanischer Eisschnellläufer.

## Werdegang
Li kam bei den Winter-Asienspiele 1990 in Sapporo auf den zehnten Platz über 1000 m sowie achten Rang über 500 m und bei der Winter-Universiade 1991 in Sapporo auf den 27. Platz über 1500 m, auf den 17. Rang über 1000 m sowie auf den 13. Platz über 500 m. Bei den Olympischen Winterspielen 1992 in Albertville belegte er den 37. Platz über 1000 m und den 23. Rang über 500 m. Bei nordkoreanischen Meisterschaften siegte er viermal über 500 m (1988–1991) und je einmal über 1000 m (1990) und 1500 m (1988).

## Erfolge

### Olympische Spiele
- 1992 Albertville: 23. Platz 500 m, 37. Platz 1000 m

### Winter-Asienspiele
- 1990 Sapporo: 8. Platz 500 m, 10. Platz 1000 m

### Persönliche Bestzeiten
| Disziplin | Zeit        | Datum            | Ort      |
| --------- | ----------- | ---------------- | -------- |
| 500 m     | 38,20 s     | 13. Januar 1991  | Pujon    |
| 1000 m    | 1:17,60 min | 10. Januar 1992  | Pujon    |
| 1500 m    | 2:02,00 min | 17. Februar 1991 | Pujon    |
| 3000 m    | 4:39,50 min | 8. Februar 1987  | Samjiyon |